# César-Dominique Duny
César-Dominique Duny, né en Touraine en 1758 et mort en 1834, est un militaire français.

## Biographie
Il est commissaire du gouvernement français à Saint-Domingue. Il prend une part active aux événements de la colonie. Il y sert ensuite comme officier dans la milice. Sa conduite et son énergie le font nommer délégué par l'assemblée coloniale auprès de la Convention, afin de dévoiler les crimes des agents envoyés de France pour révolutionner le pays. La Convention le fait jeter en prison.